# Вырубово (Ленинский район)
Вырубово — деревня в Ленинском городском округе Московской области России.

## Расположение
Деревня Вырубово находится на левом берегу реки Битцы, примерно в 5 км к северо-западу от центра города Видное и в 1 км к югу от МКАД. Ближайшие населённые пункты — посёлки Дубровский и Битца. В километре к западу от деревни находится платформа Битца.

## История
Название деревни, предположительно, произошло от некалендарного личного имени Выруб.
В XIX веке деревня Вырубово входила в состав Сухановской волости Подольского уезда. В 1899 году в деревне проживало 45 человек.
Согласно Всероссийской переписи, в 2002 году в деревне проживало 99 человек (44 мужчины и 55 женщин). По данным на 2005 год в деревне проживало 104 человека.
До 2006 года деревня входила в Булатниковский сельский округ Ленинского района, а с 2006 до 2019 года в рамках организации местного самоуправления входила в Булатниковское сельское поселение Ленинского муниципального района.
С 2019 года входит в Ленинский городской округ.

## Население
| 2002 | 2006 | 2010 |
| ---- | ---- | ---- |
| 99   | ↗104 | ↗144 |